# قرار مجلس الأمن التابع للأمم المتحدة رقم 807
قرار مجلس الأمن التابع للأمم المتحدة رقم 807، الذي تم تبنيه بالإجماع في 19 فبراير 1993، بعد إعادة التأكيد على القرار 743 (1992) وجميع القرارات اللاحقة ذات الصلة المتعلقة بقوة الأمم المتحدة للحماية، قرر المجلس أن الحالة في البوسنة والهرسك وكرواتيا تواصل تشكل تهديداً للسلم والأمن الدوليين، وبالتالي مدد ولاية قوة الأمم المتحدة للحماية لفترة مؤقتة تنتهي في 31 آذار / مارس 1993.
طالب القرار الحالي جميع الأطراف المعنية الأخرى بالتعاون مع قوة الأمم المتحدة للحماية والالتزام بوقف إطلاق النار، فضلاً عن مطالبة الأطراف بعدم وضع قواتها بالقرب من وحدات قوة الأمم المتحدة للحماية أو في المناطق المحمية التابعة للأمم المتحدة والمناطق الوردية. وطالب جميع الأطراف باحترام حرية حركة قوات حفظ السلام التابعة للأمم المتحدة حتى تتمكن من تنفيذ العمليات الضرورية.
واختتم المجلس كلمته بحث الأطراف على التعاون مع الرؤساء المشاركين للجنة التوجيهية للمؤتمر الدولي حول يوغوسلافيا السابقة؛ دعا الأمين العام بطرس بطرس غالي إلى ضمان التنفيذ السريع للقرار 802 (1993)، بما في ذلك مقترحات لزيادة قوام قوة الأمم المتحدة وتمديدها.

## روابط خارجية
- نص القرار في undocs.org